# Girassóis da Rússia
Girassóis da Rússia é o quarto álbum da banda brasileira Cidadão Quem, lançado em 2002.
Primeiro álbum sem Cau Hafner na bateria, membro da primeira formação da banda, ao lado de Luciano e Duca Leindecker, o álbum conta com a participação da baterista Paula Nozzari. 
Em 2005 foi considerado como o álbum mais experimental e pesado da banda.

## Faixas
| N.º | Título               | Duração |  |
| 1.  | "Tchau"              | 3:22    |  |
| 2.  | "Indiferença"        | 2:43    |  |
| 3.  | "Girassóis"          | 3:40    |  |
| 4.  | "Na Rua do Coral"    | 3:31    |  |
| 5.  | "Encomenda"          | 3:45    |  |
| 6.  | "Parto Punk"         | 2:59    |  |
| 7.  | "Yoko"               | 3:24    |  |
| 8.  | "Iguais"             | 4:08    |  |
| 9.  | "A.R. 14"            | 3:17    |  |
| 10. | "Ao Fim de Tudo"     | 2:55    |  |
| 11. | "Embalada"           | 5:41    |  |
| 12. | "As Vidas de Maria"  | 3:52    |  |
| 13. | "Paralu"             | 3:29    |  |
| 14. | "Criaturas da Noite" | 2:25    |  |

## Créditos
Direção artística: Raul Albornoz
Produzido por: Duca Leindecker
Co-produzido por: Thedy Corrêa